# Hadia Tajik

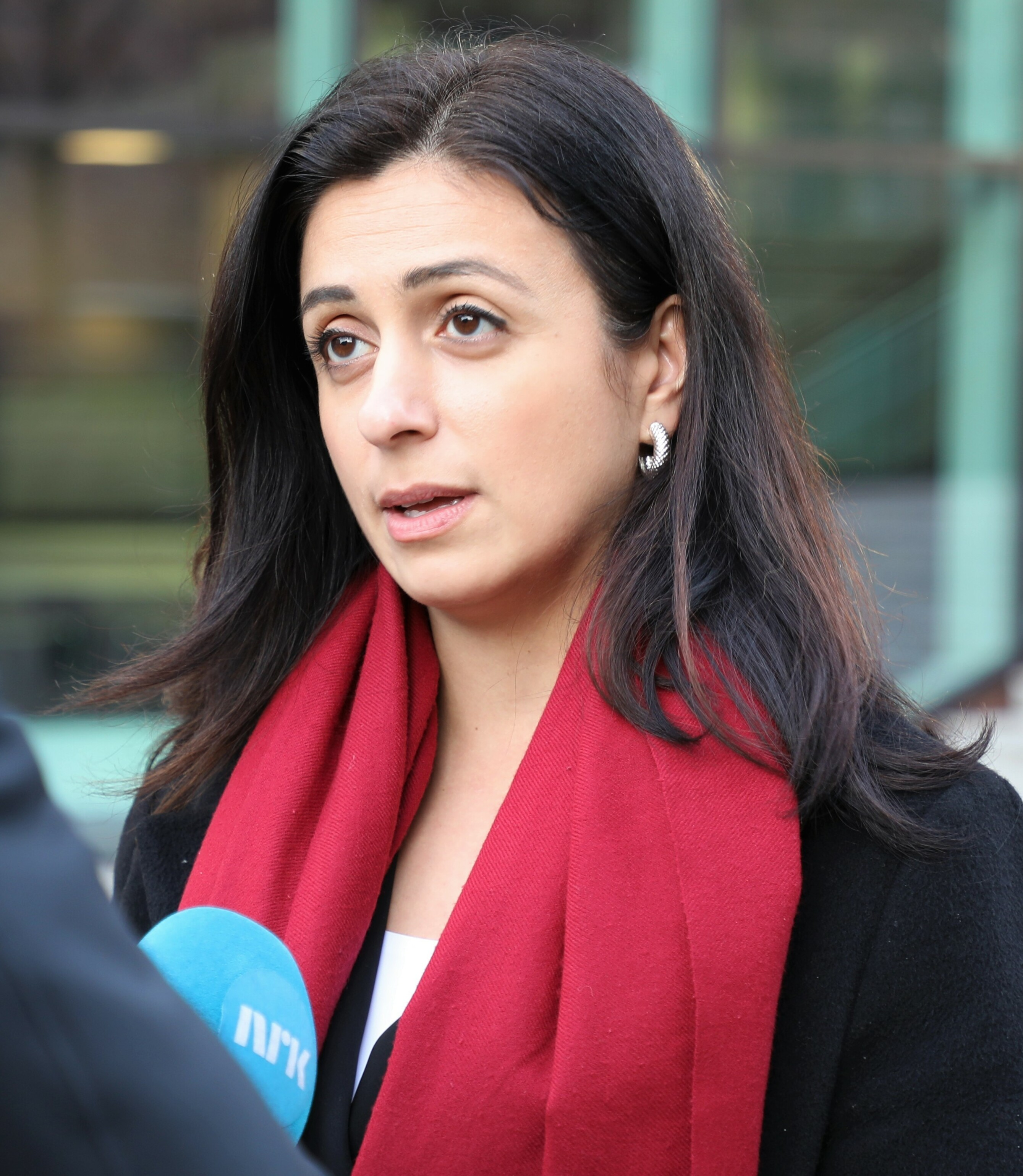
Hadia Tajik (2022)

Hadia Tajik (* 18. Juli 1983 in Bjørheimsbygd, Gemeinde Strand, Provinz Rogaland) ist eine ehemalige norwegische Politikerin der sozialdemokratischen Arbeiderpartiet, Journalistin und Juristin. Vom 21. September 2012 bis zum 16. Oktober 2013 leitete sie in der Regierung des norwegischen Ministerpräsidenten Jens Stoltenberg das Kulturressort. Zum Zeitpunkt ihrer Ernennung war Hadia Tajik die jüngste Ministerin in der Geschichte Norwegens, außerdem die erste Muslimin in einem skandinavischen Kabinett. Von Oktober 2021 bis März 2022 war sie Ministerin für Arbeit und soziale Teilhabe. 2025 zog sie sich aus der Politik zurück. 

## Leben

### Ausbildung und berufliche Karriere
Hadia Tajik wuchs in der südwestnorwegischen Kommune Strand, etwa 30 km östlich von Stavanger, auf. Ihre Eltern waren Anfang der 1970er Jahre aus Pakistan eingewandert. 2001 legte sie in der Heimatgemeinde ihr Abitur ab. Anschließend nahm sie an der Hochschule Stavanger ein Studium der Journalistik auf, das sie 2004 mit einem Bachelor-Grad abschloss. Von 2004 bis 2005 studierte sie Human Rights (Menschenrechtsfragen) an der Kingston University in London. Zwischen 2005 und 2006 sowie 2010 und 2012 absolvierte sie ein Studium der Rechtswissenschaften an der Universität Oslo und erwarb den akademischen Grad Master of Laws. Die Kingston University verlieh ihr 2014 die Ehrendoktorwürde.
Ab dem Jahr 2001 arbeitete Hadia Tajik als Urlaubsvertretung und freie Mitarbeiterin für verschiedene norwegische Tageszeitungen, z. B. für Verdens Gang, Dagbladet, Aftenposten und Stavanger Aftenblad. 2001 gab sie, im Alter von 18 Jahren, das Buch Svart på hvitt (Schwarz auf Weiß) heraus, eine Anthologie von norwegischen Jugendlichen mit Migrationshintergrund. Als Journalistin und Autorin bevorzugt Tajik Nynorsk, die kleinere der beiden offiziellen Standardvarianten des Norwegischen.

### Politische Karriere
Hadia Tajik interessierte sich früh für Politik, schloss sich der sozialdemokratischen Jugendorganisation Arbeidernes Ungdomsfylking (AUF) an und leitete ab 1999 deren Ortsverband in der Gemeinde Strand. 2001 stieg sie zur stellvertretenden AUF-Leiterin in der Provinz Rogaland auf. Ab 2008 war sie Mitglied des AUF-Reichsvorstandes.
Von Dezember 2006 bis Februar 2008 war Tajik politische Referentin im Ministerium für Arbeit und soziale Teilhabe unter Minister Bjarne Håkon Hanssen. Anschließend war sie in selber Funktion vertretungsweise bis Oktober 2008 im Amt des Ministerpräsidenten unter Ministerpräsident Jens Stoltenberg und bis März 2009 im Justiz- und Polizeiministerium unter Minister Knut Storberget tätig. Im Anschluss daran wurde Tajik erneut politische Referentin im Arbeitsministerium, dieses Mal unter Minister Dag Terje Andersen. Ihre Zeit dort endete im September 2009. Während ihres Dienstes im Justizministerium war sie in die von der norwegischen Presse so bezeichneten Hidschab-Affäre verwickelt. Das Ministerium entschied Anfang 2009, dass muslimische Polizistinnen den Hidschab tragen dürften, nahm diesen Beschluss auf Druck der Öffentlichkeit jedoch wieder zurück. Nach einer von ihr nicht kommentierten Meldung der staatlichen Rundfunkgesellschaft NRK soll Hadia Tajik die ursprüngliche Entscheidung gemeinsam mit der Staatssekretärin Astri Aas-Hansen getroffen haben.

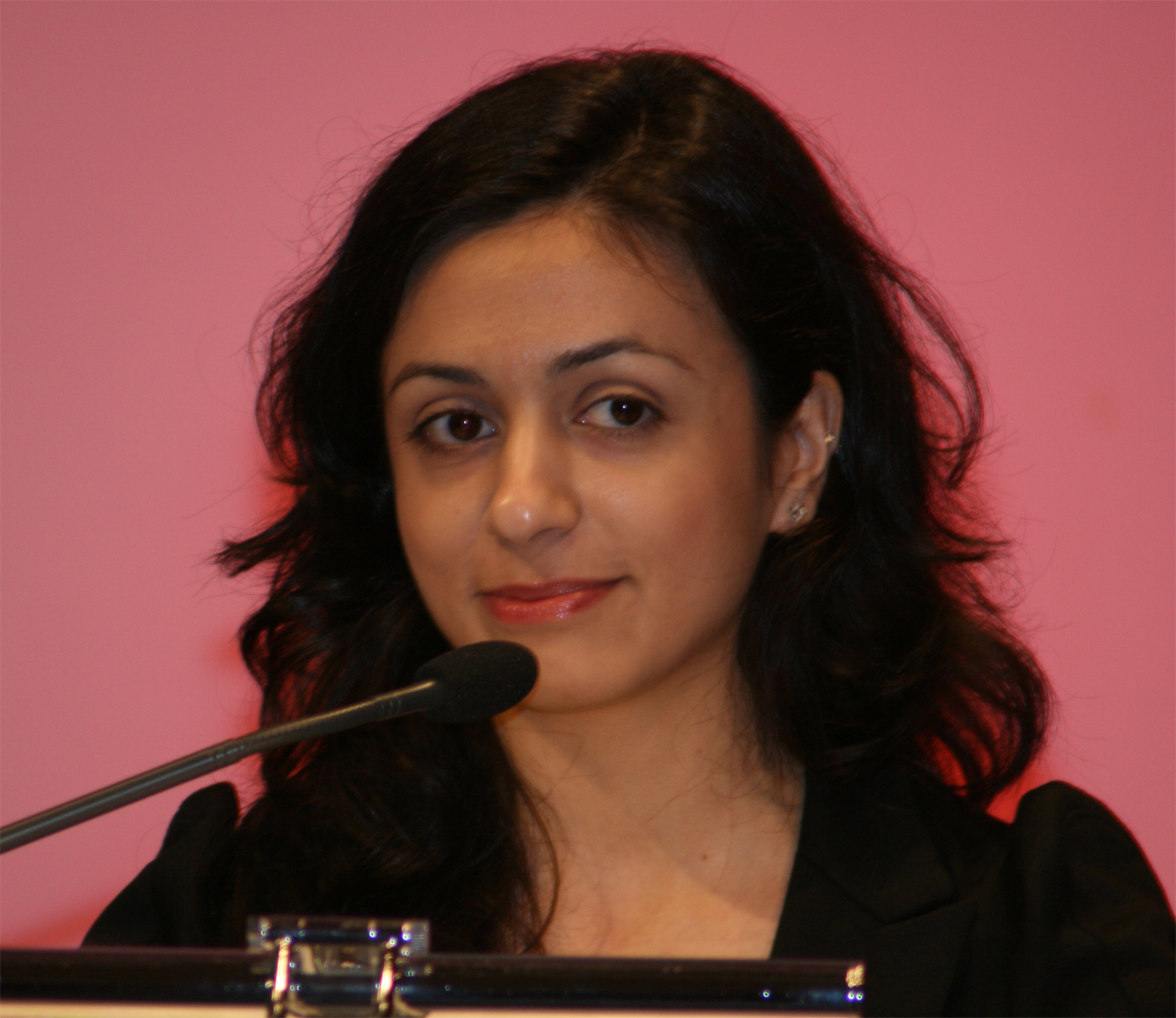
Hadia Tajik (2009)

Im Oktober 2008 nominierte der Osloer Ortsverband der Arbeiderpartiet sie für die ein Jahr später anstehende Parlamentswahl in Norwegen. Sie erhielt den als sicher geltenden sechsten Listenplatz und ersetzte dabei die zunächst vorgesehene Politikerin Saera Khan, die ihre Kandidatur aufgrund eines politischen Skandals kurz zuvor aufgegeben hatte. Bei der Wahl am 14. September 2009 errang Tajik wie erwartet einen Sitz im Storting. Sie war anschließend Mitglied im Kirchen-, Bildungs- und Forschungsausschuss des Parlaments und gehörte auch dem Wahlausschuss an.
Hadia Tajik entging im Juli 2011 nur knapp dem Anschlag auf Utøya. Sie hatte die Insel gemeinsam mit der langjährigen Ministerpräsidentin Gro Harlem Brundtland kurz vor dem Eintreffen des Attentäters Anders Behring Breivik verlassen.
Am 21. September 2012 ernannte Ministerpräsident Jens Stoltenberg sie im Alter von 29 Jahren zur Kulturministerin Norwegens und damit zum bis dahin jüngsten Kabinettsmitglied in der Geschichte des Landes. Nach der Parlamentswahl im Herbst 2013 löste die konservative Politikerin Thorhild Widvey sie in dieser Funktion ab. 2013 übernahm Tajik den Vorsitz im Justizausschuss des Stortings. Im April 2015 wählte die Arbeiderpartiet sie zur stellvertretenden Vorsitzenden. Als Leiterin der Programmkommission ihrer Partei stellte sie im Februar 2017 das Parteiprogramm der Sozialdemokraten für die Periode von 2017 bis 2021 vor. Von 2017 bis 2021 war sie stellvertretende Leiterin des Finanzausschusses im Parlament.
Zum Jahreswechsel 2017/18 erlangte sie Aufmerksamkeit, als sie sich unter anderem auf ihrer Facebook-Seite deutlich gegen ihren Parteikollegen Trond Giske aussprach, der zu diesem Zeitpunkt beschuldigt wurde, sich mehreren Frauen gegenüber unangebracht verhalten zu haben. Während sich einige Parteimitglieder für ihre klare Haltung bedankten, warfen ihr andere vor, politischen Nutzen aus der Affäre ziehen zu wollen und die Position des eigentlich für die Aufarbeitung des Falles zuständigen Parteichefs Jonas Gahr Støre zu schwächen.
Nach der Parlamentswahl im September 2021 wurde Tajik am 14. Oktober 2021 Tajik zur Ministerin für Arbeit und soziale Teilhabe in der neu gebildeten Regierung Støre ernannt. Sie geriet in die Kritik, nachdem bekannt geworden war, dass sie ab 2006, in ihrer Zeit als politische Referentin, ihrem Arbeitgeber und den Steuerbehörden gegenüber falsche Angaben gemacht hatte. Als Abgeordnete für Rogaland hatte sie ein Anrecht auf eine „pendlerbolig“, eine Wohnung, die der Staat Abgeordneten kostenfrei zur Verfügung stellt. Den geldwerten Vorteil, den man durch diese Wohnung hat, muss man versteuern, wenn man keine Kosten für eine Wohnung im Wahlkreis hat. Tajik hatte kostenfrei bei ihren Eltern gewohnt, jedoch zum Schein einen Mietvertrag für eine Kellerwohnung im Haus der Nachbarn abgeschlossen, die sie nie bezog und für die sie nie Miete zahlte. Am 4. März 2022 trat sie als Ministerin zurück. Anschließend wurde sie Mitglied im Energie- und Umweltausschuss des Parlaments. Am 6. März 2022 erklärte Tajik auch ihren Rücktritt als stellvertretende Vorsitzende der Arbeiderpartiet. Im Oktober 2023 wurde sie stellvertretende Vorsitzende im Justizausschuss.
Im März 2024 gab Tajik bekannt, dass sie bei der Stortingswahl 2025 nicht erneut im Wahlkreis Rogaland kandidieren werde. Stattdessen kandidierte sie für einen Platz auf der Wahlliste der Arbeiderpartiet im Wahlkreis Oslo. Tajik verlor dabei in der Kampfabstimmung um den zweiten Platz gegen ihre Parteikollegin Kamzy Gunaratnam mit 108 zu 124 Stimmen, so dass sie keinen Platz auf der Osloer Wahlliste erhielt. Im Frühjahr 2025 informierte Tajik die Öffentlichkeit darüber, dass sie sich aus der Politik zurückziehe und als Rechtsanwältin in eine Osloer Großkanzlei wechsele.